# Petroșani
Petroșani (Duits: Petroschen of Steinthal, Hongaars: Petrozsény) is een stad in het district Hunedoara, dat in het westen van Roemenië ligt. Petroșani is een voormalige mijnwerkersstad met 45.447 inwoners, gelegen aan de Oostelijke Jiu in de Jiu vallei.

## Ligging
Petroșani ligt in de regio Transsylvanië, aan de voet van de Zevenburgse Alpen (preciezer: Pârang-gebergte) die toppen heeft van boven de 2000 m. De allerhoogste berg in dit gebied is de op vier na grootste berg van Roemenië, de Pârangu Mare, dat een hoogte heeft van 2507 m, maar Petroșani zelf ligt op 620 m hoogte.
De Roemeense hoofdstad Boekarest ligt 370 km ver van Petroșani, en districtshoofdstad Deva ligt op ongeveer 100 km afstand.
Nabije dorpen en steden zijn: Vulcan, Lupeni, Uricani, Petrila, Slatinioara, Peștera Bolii, Dâlja Mare, Bănița en Dâlja Mica.

## Demografie
Het inwonertal in:
- 1977: 40.664
- 1992: 52.390
- 2002: 45.194
- 2011: 34.331

Van de 45.194 inwoners in 2002 waren er 21.180 mannen en 23.384 vrouwen.

### Bevolkingsgroepen
De Roemenen zijn de grote meerderheid met 80% van de totale bevolking.
De grootste minderheid zijn de Hongaren en andere grote minderheden zijn de Duitsers en Roma (4%).

### Hongaarse bevolking
De Hongaarse minderheid kent een bijzondere geschiedenis. In 1910 was het aantal Hongaarstaligen in de stad 8.799 . Dat betekende dat ze met 54% van de bevolking in de meerderheid waren op een bevolking van 16.351. In 1920 werd de stad na het verdrag van Trianon overgedragen van Hongarije naar Roemenië. In 1930 daalde het aantal Hongaren naar 6.751 en waren ze op een bevolking van 18.211 nog steeds 37% van de bevolking. In de decennia daarna kwam de volksrepubliek Roemenië met 5-jaren plannen om de economie te ontwikkelen. In 1966 was de stad gegroeid tot 37.490 inwoners, de influx van arbeiders uit het oude Roemenié ten zuiden van de Karpaten was groot. Het aantal Hongaren was in 1966 gegroeid tot 7.156 maar haar aandeel in de bevolking gezakt naar 19 procent. Vlak na de omwentelingen in 1990 was het aantal Hongaren in het jaar 1992 nog 5.437, in 2002 zette de daling verder door naar 3.810. Tijdens de laatste volkstelling van 2011 leefden er nog 2.250 Hongaren waarbij wel moet worden opgemerkt dat in dat jaar 3.160 personen weigerden om hun nationaliteit aan te geven aan de volkstellers.
Tegenwoordig heeft de Hongaarse gemeenschap beschikking over een kindcentrum met daarin een creche, kinderopvang, basisschool en een kindertehuis. Verder heeft het Mihai Eminescu gymnasium een Hongaarstalige afdeling. Ook zijn er Rooms Katholieke, Gereformeerde en Unitarische Hongaarse kerken in de stad. De Rooms Katholieke kerk kon met steun van de Hongaarse overheid ook een gemeenschapshuis realiseren.

## Klimaat
Petroșani heeft een mild klimaat, met een gemiddelde van 7,6 °C voor het hele jaar. In de warmste maanden kan de temperatuur stijgen tot boven de 25 °C. In juni - juli is het gemiddelde tussen de 15,6 °C - 17,2 °C maar voor de hele zomer is het rond de 14 °C.
Per maand valt er 62 - 68 mm neerslag.
In het jaar 1999 waren er 56,6 dagen zonder wind in Petroșani, dat toch best apart kan zijn voor een plaats dat in een gebergte ligt.

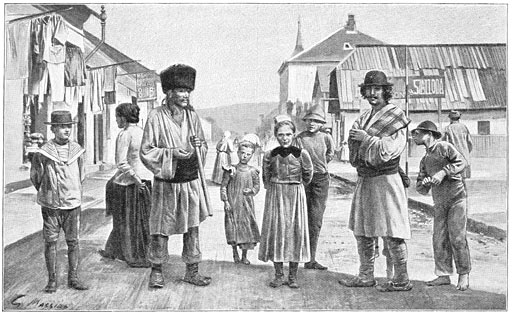
Inwoners van Petroşani begin 20e eeuw

## Geschiedenis
De eerste inwoners van Petroșani waren vermoedelijk de onderdanen van de heer Petros die het gebied rond het jaar 1640 koloniseerden, toen dit deel van het dal van de Jiu bij vorstendom Transsylvanië hoorde. Petroșani werd voor het eerst vermeld in een document van 1788-1792. In 1818 had de stad al 2550 geregistreerde inwoners, en in 1840 begon de eerste winning van steenkool, in opdracht van de gebroeders Hoffman en Károly Maderspach uit Brașov. Sindsdien staat Petroșani als mijnwerkersstad bekend en heeft het zijn eigen mijnmuseum.
Nadat Jules Verne Petroșani en omgeving in 1892 bezocht schreef hij er de roman Le château des Carpathes over. Over de stad schreef hij onder meer: "En daar... tussen de sparren in de vallei, herken ik de kerktoren van Petroșani, met daarop zijn dunne haan. De snavel van de haan staat wijd open, alsof het zijn kuikens roept."

## Cultuur en folklore
In Petroșani staat 4 december bekend als de Dag van Sint Varvara. Op deze vrije dag mogen de lokale mijnwerkers niet werken. Volgens de lokale vertelcultuur vraagt Sint Varvara dan om offers. Zo vonden in het verleden meerdere mijnwerkers op deze decemberdag de dood. De legende wil dat Sint Varvara de levens nam, omdat de arbeiders tegen de regels in toch gingen werken. De heilige vindt haar oorsprong in Moldavië. Toen zij een jong meisje was, gaf zij goederen aan de armen, waaronder materiaal dat van haar vader was. Om laatstgenoemde reden werd zij door hem vermoord.
De culturele dansgroep Mindra (Mândra) promoot traditionele volksdansen uit Petroșani, zowel binnen de eigen landsgrenzen als in het buitenland.

## Sport
De plaatselijke voetbalclub is Jiul Petroșani, de oorspronkelijke atletiekclub van de mijnwerkers in Petroșani.

## Publicaties
- Romania. Hunedoara county (tourist itineraries), [z.j.]
- Judetul Hunedoara. Ghid turistic, [z.j.]
- J. Verne: Le château des Carpathes. Parijs, 1892.